# Подільківська сільська рада
Поді́льківська сільська́ ра́да — колишній орган місцевого самоврядування в Липоводолинському районі Сумської області. Адміністративний центр — село Подільки.

## Загальні відомості
- Населення ради: 1 065 осіб (станом на 2001 рік)

## Населені пункти
Сільській раді підпорядковані населені пункти:
- с. Подільки
- с. Велика Лука
- с. Весела Долина
- с. Коломійцева Долина
- с. Потопиха

## Склад ради
Рада складається з 14 депутатів та голови.
- Голова ради: Воробйов Андрій Іванович
- Секретар ради: Глух Ніна Іванівна

### Керівний склад попередніх скликань
| Прізвище, ім'я, по батькові | Основні відомості                                                                                  | Дата обрання | Дата звільнення |
| --------------------------- | -------------------------------------------------------------------------------------------------- | ------------ | --------------- |
| Воробйов Андрій Іванович    | Сільський голова, 1969 року народження, освіта середня загальна, член Комуністичної партії України | 26.03.2006   | 31.10.2010      |
| Воробйов Андрій Іванович    | Сільський голова, 1969 року народження, освіта середня загальна, член Комуністичної партії України | 31.10.2010   |                 |

Примітка: таблиця складена за даними сайту Верховної Ради України

### Депутати
За результатами місцевих виборів 2010 року депутатами ради стали:

#### За суб'єктами висування
| Суб'єкт висування                 | Кількість обраних депутатів | %    |
| --------------------------------- | --------------------------- | ---- |
| Комуністична партія України       | 4                           | 28,6 |
| Партія регіонів                   | 4                           | 28,6 |
| Політична партія «Сильна Україна» | 4                           | 28,6 |
| Соціалістична партія України      | 2                           | 14,3 |

#### За округами
| № округу                          | Прізвище, ім'я, по батькові    | Дата визнання обраним | Освіта             | Партійна приналежність                  | Відомості про обраного депутата                 |
| --------------------------------- | ------------------------------ | --------------------- | ------------------ | --------------------------------------- | ----------------------------------------------- |
| Комуністична партія України       |                                |                       |                    |                                         |                                                 |
| 2                                 | Багатиренко Олексій Федорович  | 02.11.2010            | середня спеціальна | позапартійний                           | ветлікарня, ветфельдшер                         |
| 4                                 | Гмар Тамара Василівна          | 02.11.2010            | вища               | позапартійна                            | Подільківська загальноосвітня школа, вчитель    |
| 5                                 | Валюх Михайло Іванович         | 02.11.2010            | середня            | позапартійний                           | ТОВ «Л-Долинський Райснаб», токар               |
| 9                                 | Даниленко Сергій Олександрович | 02.11.2010            | середня спеціальна | позапартійний                           | ТОВ «Л-Долинський Райснаб», завідувач гаражу    |
| Партія регіонів                   |                                |                       |                    |                                         |                                                 |
| 1                                 | Кревсун Оксана Олександрівна   | 02.11.2010            | вища               | позапартійна                            | Подільківська загальноосвітня школа, вчитель    |
| 7                                 | Глух Ніна Іванівна             | 02.11.2010            | вища               | позапартійна                            | Подільківська сільська рада, секретар           |
| 8                                 | Тренбач Валентина Іванівна     | 02.11.2010            | середня спеціальна | позапартійна                            | фельдшерсько-акушерський пункт, завідувачка     |
| 11                                | Грабко Людмила Вікторівна      | 02.11.2010            | середня спеціальна | позапартійна                            | В-Луцький фельдшерський пункт, завідувачка      |
| Політична партія «Сильна Україна» |                                |                       |                    |                                         |                                                 |
| 3                                 | Олійник Тетяна Сергіївна       | 02.11.2010            | середня            | член Політичної партії «Сильна Україна» | ТОВ «Л-Долинський Райснаб», завідувачка пекарні |
| 6                                 | Снісаревська Софія Олексіївна  | 02.11.2010            | вища               | член Політичної партії «Сильна Україна» | ТОВ «Л-Долинський Райснаб», головний економіст  |
| 10                                | Гуща Борис Павлович            | 02.11.2010            | вища               | позапартійний                           | ТОВ «Л-Долинський Райснаб», пасічник            |
| 13                                | Поповченко Микола Вікторович   | 02.11.2010            | середня            | позапартійний                           | Територіальний центр, соціальний робітник       |
| Соціалістична партія України      |                                |                       |                    |                                         |                                                 |
| 12                                | Князєв Олександр Володимирович | 02.11.2010            | середня            | позапартійний                           | ТОВ «Л-Долинський Райснаб», фуражир             |
| 14                                | Дига Іван Григорович           | 02.11.2010            | середня            | позапартійний                           | приватний підприємець                           |